# Quello che vi consiglio mixtape
Quello che vi consiglio mixtape è il primo mixtape del rapper italiano Gemitaiz, pubblicato il 16 ottobre 2009 dalla Honiro Label.

## Tracce
1. Intro – 3:26
2. 34 rime pe spiegatte quanto sei bianco – 3:06
3. Faccio questo – 3:21
4. È morto – 4:31
5. Nun ce la fai – 4:21
6. Basta (feat. Etto) – 5:06
7. Se preferisco – 3:36
8. La penso così – 4:01
9. Veleno (feat. MadMan) – 2:31
10. Quello che vi consiglio – 4:36
11. Hallelujah (feat. Jesto & Maut) – 5:16
12. Fatti (feat. Pinto) – 3:26
13. Sperare (feat. Jimmy) – 3:51
14. Canesecco – Cattivo – 4:01
15. Me basta questo (prod by 3D) – 3:36
16. Superman – 3:36
17. Tribute – 5:31
18. Watch How We Go Down – 3:01
19. Top of the World – 2:56
20. Outro – 3:41
21. Ghost Track – 2:56